# TV-producent
TV-producent är en yrkesgrupp inom TV-produktion och är ytterst ansvarig för produktionen av ett TV-program. I vissa fall är vederbörande ansvarig enbart för budget eller innehåll, men det är också vanligt att producenten också ansvarar för programmets konstnärliga utformning. En sådan producents roll kan alltså likna den roll som en filmregissör har.
TV-producenten tillhör inte sällan ett fristående produktionsbolag, och är då underordnad en exekutiv producent på den TV-kanal som beställt produktionen.
Ett program kan också under TV-producenten ha en eller flera inslagsproducenter, som ansvarar för produktionen av specifika programinslag eller avdelningar inom programmet. Dessa är ibland frilansande likt motsvarande journalister, men de kan också ingå i en TV-kanals personalstab och redaktion.